# Osona
Osona è una delle 41 comarche della Catalogna, con una popolazione di 138.630 abitanti; suo capoluogo è Vic.
Amministrativamente fa parte della provincia di Barcellona, che comprende 11 comarche.

## Lista dei comuni della comarca di Osona
| città                      | superficie | popolazione | densità         |
| -------------------------- | ---------- | ----------- | --------------- |
| Alpens                     | 13,8 km²   | 278 ab.     | 20,1 ab./km²    |
| Balenyà                    | 17,4 km²   | 3.213 ab.   | 184,9 ab./km²   |
| Calldetenes                | 5,8 km²    | 1.998 ab.   | 343,3 ab./km²   |
| Centelles                  | 15,2 km²   | 5.822 ab.   | 383,8 ab./km²   |
| Collsuspina                | 15,1 km²   | 268 ab.     | 17,8 ab./km²    |
| El Brull                   | 41,0 km²   | 186 ab.     | 4,5 ab./km²     |
| Espinelves                 | 17,4 km²   | 184 ab.     | 10,6 ab./km²    |
| Folgueroles                | 10,5 km²   | 1.693 ab.   | 161,7 ab./km²   |
| Gurb                       | 51,6 km²   | 2.189 ab.   | 42,4 ab./km²    |
| Lluçà                      | 53 km²     | 267 ab.     | 5,0 ab./km²     |
| Malla                      | 11 km²     | 239 ab.     | 21,8 ab./km²    |
| Manlleu                    | 17,2 km²   | 18.748 ab.  | 1.090 ab./km²   |
| Les Masies de Roda         | 16,5 km²   | 710 ab.     | 43,2 ab./km²    |
| Les Masies de Voltregà     | 22,4 km²   | 2.873 ab.   | 128,4 ab./km²   |
| Montesquiu                 | 4,9 km²    | 822 ab.     | 166,4 ab./km²   |
| Muntanyola                 | 40,3 km²   | 341 ab.     | 8,5 ab./km²     |
| Olost                      | 29,4 km²   | 1.158 ab.   | 39,4 ab./km²    |
| Orís                       | 27,2 km²   | 248 ab.     | 9,1 ab./km²     |
| Oristà                     | 68,5 km²   | 633 ab.     | 9,2 ab./km²     |
| Perafita                   | 18,5 km²   | 356 ab.     | 19,3 ab./km²    |
| Prats de Lluçanès          | 13,8 km²   | 2.687 ab.   | 195,1 ab./km²   |
| Roda de Ter                | 2,2 km²    | 5.210 ab.   | 2.389,8 ab./km² |
| Rupit i Pruit              | 47,8 km²   | 341 ab.     | 7,1 ab./km²     |
| Sant Agustí de Lluçanès    | 13,38 km²  | 111 ab.     | 8,3 ab./km²     |
| Sant Bartomeu del Grau     | 34,4 km²   | 1.106 ab.   | 32,2 ab./km²    |
| Sant Boi de Lluçanès       | 20,7 km²   | 566 ab.     | 27,4 ab./km²    |
| Sant Hipòlit de Voltregà   | 0,9 km²    | 3.047 ab.   | 3.311,6 ab./km² |
| Sant Julià de Vilatorta    | 15,9 km²   | 2.414 ab.   | 159,4 ab./km²   |
| Sant Martí d'Albars        | 14,7 km²   | 134 ab.     | 9,1 ab./km²     |
| Sant Martí de Centelles    | 25,6 km²   | 772 ab.     | 30,2 ab./km²    |
| Sant Pere de Torelló       | 55,1 km²   | 2.188 ab.   | 39,7 ab./km²    |
| Sant Quirze de Besora      | 8,1 km²    | 1.970 ab.   | 243,5 ab./km²   |
| Sant Sadurní d'Osormort    | 30,6 km²   | 81 ab.      | 2,6 ab./km²     |
| Sant Vicenç de Torelló     | 6,6 km²    | 1.806 ab.   | 275,3 ab./km²   |
| Santa Cecília de Voltregà  | 8,6 km²    | 206 ab.     | 23,9 ab./km²    |
| Santa Eugènia de Berga     | 7 km²      | 1.973 ab.   | 282,7 ab./km²   |
| Santa Eulàlia de Riuprimer | 13,8 km²   | 863 ab.     | 62,5 ab./km²    |
| Santa Maria de Besora      | 24,7 km²   | 178 ab.     | 7,2 ab./km²     |
| Santa Maria de Corcó       | 61,8 km²   | 2.165 ab.   | 35,1 ab./km²    |
| Seva                       | 30,7 km²   | 2.578 ab.   | 84,7 ab./km²    |
| Sobremunt                  | 13,8 km²   | 87 ab.      | 6,3 ab./km²     |
| Sora                       | 31,8 km²   | 182 ab.     | 5,7 ab./km²     |
| Taradell                   | 26,5 km²   | 5.519 ab.   | 208,3 ab./km²   |
| Tavèrnoles                 | 18,8 km²   | 273 ab.     | 14,5 ab./km²    |
| Tavertet                   | 32,5 km²   | 146 ab.     | 4,5 ab./km²     |
| Tona                       | 16,5 km²   | 7.030 ab.   | 426,8 ab./km²   |
| Torelló                    | 13,5 km²   | 12.286 ab.  | 912,8 ab./km²   |
| Vic                        | 30,6 km²   | 36.571 ab.  | 1.195,1 ab./km² |
| Vidrà                      | 34,3 km²   | 163 ab.     | 4,7 ab./km²     |
| Viladrau                   | 50,7 km²   | 982 ab.     | 17,0 ab./km²    |
| Vilanova de Sau            | 58,9 km²   | 332 ab.     | 5,6 ab./km²     |